# Ангел Узунов (учител)
 Тази статия е за българския учител.  За българския революционер вижте Ангел Узунов.  
Ангел Павлов Узунов е български учител и педагог от град Ракитово. Неговото име носи Възпитателното училище-интернат „Ангел Узунов“, бившо Трудово-възпитателното училище „Максим Горки“.
Ангел Узунов роден в бедно семейство и по тази причина от деветгодишен работи в местната дъскорезница по десет часа дневно. След завършването на основно образование в родния си град продължава да се изучава в гимназията в Лъджене. Въпреки отличня успех в училището след дипломирането си се хваща на работа в каменната кариера в Ракитово. За кратко време учителства в местната прогимназия като нередовен учител. След това отслужва в казармата военната си служба от три години, а след това отново е работник в дъскорезницата. От 1951 г. е назначен отново за учител в прогимназията. Завършва задочно Учителския институт в град Дупница през 1953 г.
През 1953 г. е създадено Трудово-възпитателното училище „Максим Горки“, постъпва на работа при „морално застрашените момчета“, „трудни деца“, „ничии“, „временно изпаднали в затруднение“, „светкавично развиващи се“, с които остава неотлъчно 38 години до пенсионирането си през 1991 г. Двадесет години работи като директор и още 18 години като учител. Ангел Узунов взима участие и в откриването на нов музей на Антон Макаренко в Москва, където има отделен специален кът за ТВУ „Максим Горки” – Ракитово, там е поставена негова снимка и копия на негови публикации и писма.
Обществената дейност на Ангел Узунов не се изчерпва с преподаването. Той е самодеец в ракитовското читалище „Будилник“. Тук той е автор на пиеси, постановчик и актьор, ръководи и други самодейни колективи. С тези групи се представя в много републикански фестивали, на които е награждаван с лауреатски звания и медали. Председател е на обществени начала на общинския съвет за култура.

## Издания

### Книги
- Узунов, Ангел. Живот без междучасия. Част 1 – 2: Записки на един педагог.   София, Университетско издателство „Св. Климент Охридски“, 1993 – 1994. с. 721.
- Узунов, Узунов. Живот без междучасия. Записки на един педагог. Част 2: Самораслеци деца наши.   София, Университетско издателство „Св. Климент Охридски“, 1994. с. 335.

### Статии и монографии
- Вечерните занимания в училището-интернат (1963).[3]
- Ролята на педагогическия колектив в ТВУ за възпитателната работа с учениците (1966).[3]
- Как да работим за задържането на учениците в ТВУ (1968).[3]
- Извънкласната работа в ТВУ (1972).[3]
- Опитът на поколенията (1975).[3]
- Съпоставка на организацията на работата в ТВУ у нас с трудовите колонии в СССР и другите социалистически страни (1982).[3]
- Социални предпоставки за извършване на противообществени прояви от малолетните и непълнолетни правонарушители у нас (1984).[3]
- Противообществените прояви на малолетните и непълнолетните правонарушители и работата ни с тях (1985).[3]

### За него
- Колев. Йордан Георгиев, Узунов, Ангел Павлов. Ангел Узунов – лекарят на изкривени детски души.   София, Университетско издателство „Св. Климент Охридски“, 2002. ISBN 954-07-1656-X.

## Награди
- Ангел Узунов е награден с юбилейния медал на името на Антон Макаренко по повод 100-годишнината на великия педагог – за особени заслуги в спасяването на трудните деца, за творческите контакти с живите макаренковски възпитаници и за пропагандиране идеите на Макаренко. Командирски съвет на живите макаренковски възпитаници.
- Почетен гражданин на град Ракитово.[4]